# 스튜어트 랭커스터

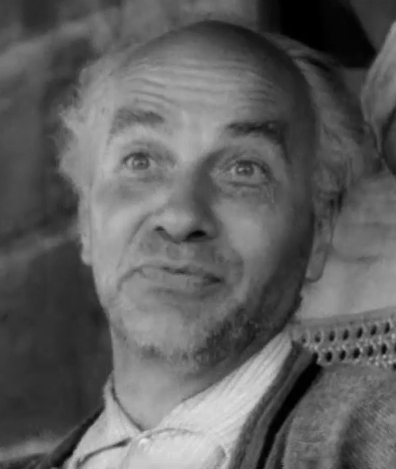

스튜어트 랭커스터(Stuart Lancaster, 1920년 11월 30일 ~ 2000년 12월 22일)는 미국의 배우이다.
에번스턴에서 태어났으며 로스앤젤레스에서 사망하였다.

## 영화
- 유혹 (1998, The Treat)
- 배트맨 2 (1992년)
- 가위손 (1990년) - 은퇴한 남자 역
- 로크 네스 호러 (1981년)
- 울트라 빅센 (1979년)
- 더 세븐 미니츠 (1971년)
- 더 빨리 푸시캣, 죽여라 죽여 (1965년)